# Historie małżeńskie
Historie małżeńskie (org. Giftas I-II, Äktenskapshistorier) – dwuczęściowy zbiór opowiadań Augusta Strindberga. Pierwsza część opublikowana została w roku 1884, a druga – w 1886. Poprzedzające obie książki przedmowy i zawarte w tomach opowiadania, poświęcone są relacjom pomiędzy mężczyznami i kobietami. Opowiadania mają wydźwięk mizoginistyczny, wynikający z obaw i uprzedzeń, jakie Strindberg żywił wobec emancypacji kobiet. Zawierają również pierwiastki autobiograficzne, dotyczące nieszczęśliwego małżeństwa Strindberga z aktorką Siri von Essen. Historie małżeńskie zyskały Strindbergowi opinię kvinnohatare ("nienawistnika kobiet"). 
Historie małżeńskie zostały przełożone na język polski przez Janusza Bogdana Roszkowskiego i opublikowane nakładem wydawnictwa Jacek Santorski & Co w 2006 roku. 

## Odbiór utworu
Niecały miesiąc po opublikowaniu pierwszej części Historii małżeńskich (21 października 1884 roku) Strindberg stanął przed sądem, oskarżony o bluźnierstwo przeciwko religii. Sprawa dotyczyła jednego zdania z zamieszczonego w cyklu opowiadania Nagroda za cnotę, w którym autor miał znieważać sakrament eucharystii. Był to jednak jedynie pretekst – w rzeczywistości powodem oskarżenia był nie tylko ten fragment, ale również o znieważanie instytucji małżeństwa (wielu dziennikarzy oraz sam autor uważało, że inicjatorką tego oskarżenia była królowa Zofia). Stridbergowi groziła kara 2 lat ciężkich robót, jednak ostatecznie w procesie zapadł wyrok uniewinniający. Proces ten jednak spowodował, że Strindberg musiał złagodzić przedmowę do drugiej części Historii małżeńskich, ponieważ wydawca obawiał się ponownego oskarżenia. 
Z kolei w niektórych recenzjach zarzucano Strindbergowi, że Historiami małżeńskimi obraził on swoją rodzinę.